# Clitelloxenia thailandae
Clitelloxenia thailandae är en tvåvingeart som beskrevs av Ronald Henry Lambert Disney 1997. Clitelloxenia thailandae ingår i släktet Clitelloxenia och familjen puckelflugor.
Artens utbredningsområde är Thailand. Inga underarter finns listade i Catalogue of Life.